# Cynorta albicruciata
Cynorta albicruciata is een hooiwagen uit de familie Cosmetidae.